# Bliźni
Bliźni (norw. Medmenneske) – powieść norweskiego pisarza Olava Duuna z 1929.
Powieść charakteryzuje się stosunkowo ubogą fabułą, oszczędną narracją i zwartą architekturą wewnętrzną. Traktuje o rozkładzie patriarchalnej rodziny chłopskiej i towarzyszących temu procesowi zjawiskach moralnych.
Młoda gospodyni ze Stavsund, Ragnhilda, zabija swojego teścia, Diderika. Krok ten podejmuje, by wyzwolić rodzinę spod tyranii tego starca, a także by zapobiec potencjalnemu ojcobójstwu ze strony swego męża, Haakona. Motywowała to też wyzwoleniem męża z zależności psychicznych i rodzinno-klanowych, krępujących jego aktywność i marzenia, na czele z wybudowaniem nowego, mechanicznego młyna w miejsce starego i zużytego, napędzanego wodą. Diderik był osobą twardą, bezlitosną, mściwą, ale też bardzo aktywną i pełną energii życiowej. Ze społecznego punktu widzenia Ragnhilda wykonuje wyrok wydany już wcześniej przez lokalną społeczność i zaakceptowany przez najbliższą rodzinę. Dla ludności wsi zabójstwo to nie ma charakteru morderstwa, ale (zależnie od przeżyć poszczególnych osób) jest karą za gwałt i zabójstwo bezbronnych Lapończyków, sprawiedliwym finałem życia bezwzględnego, egoistycznego oszusta, czy też ocaleniem jednego z bohaterów od złego. Śmierć Diderika pozostałaby bez echa i zostałaby zapomniana, gdyby nie postawa Haakona, który (jako jedyny) nie wyraził zgody na milczenie, mimo iż wiedział, że Ragnhilda ocaliła go przed morderstwem i wyzwoliła spod tyranii rodzinnej. Nie tylko nie przyjął ofiary żony, ale co więcej - zażądał dlań kary, ponieważ przekroczyła prawa naturalne, co wiąże się z koniecznością poniesienia konsekwencji. Życie z taką tajemnicą byłoby dla Haakona tragiczne, pozbawione spokoju wewnętrznego i godności. Wybierając ochronę prawa naturalnego niszczy szczęście Ragnhildy, jednocześnie po raz pierwszy w życiu idąc własną drogą. Żona odchodzi od niego w przeświadczeniu, że ofiara była niegodna Haakona, którego przecież kochała. Decyzja męża pozostała dlań niezrozumiała. Osią powieści jest starcie dwóch porządków moralnych i dwóch sposobów rozumienia praw moralnych.